# Vittadone
Vittadone (Vitadón in dialetto lodigiano) è una frazione della città lombarda di Casalpusterlengo, posta alcuni chilometri a nord della città.

## Storia
Vittadone fu attestata per la prima volta nel 1039. Il territorio comunale comprendeva la frazione di Buongodere e Muzzano.
In età napoleonica (1809-16) Vittadone fu frazione di Casalpusterlengo, recuperando l'autonomia con la costituzione del Regno Lombardo-Veneto.
All'Unità d'Italia (1861) il paese contava 749 abitanti.
Nel 1929 Vittadone fu definitivamente aggregata a Casalpusterlengo.
Attualmente, in seguito allo spopolamento delle zone rurali, conta soli 246 abitanti.

## Monumenti e luoghi d'interesse
- Palazzo Grassi, edificio la cui fondazione risale al XIV secolo.
- Parrocchia dell'Assunzione della Beata Vergine Maria, risalente al XV secolo. La parrocchia fa parte del vicariato di Casalpusterlengo.